# Borolea, Botoșani
Borolea este un sat în comuna Hănești din județul Botoșani, Moldova, România.
Denumirea satului Borolea in perioada comunista a fost Borata.Dupa 1988 denumirea satului a fost schimbata in Borolea.
Satul a mai fost numit si Boroga

## Personalități
- Constantin Cojocaru (1945 - 2024), actor

 Acest articol despre o localitate din județul Botoșani este deocamdată un ciot. Puteți ajuta Wikipedia prin completarea lui.